# Zeale nigromaculata
Zeale nigromaculata là một loài bọ cánh cứng trong họ Cerambycidae.